# Musica per organi caldi
Musica per organi caldi (Hot Water Music) è una raccolta di racconti di Charles Bukowski, pubblicata nel 1983 dalla casa editrice Black Sparrow e in Italia nel 1985 da Feltrinelli.
I racconti della raccolta trattano i principali temi dell'opera di Bukowski: il bere, le donne, il gioco d'azzardo e la scrittura.

## Titoli
- Meno fragile della locusta.
- Grida quando stai bruciando.
- Una coppia di gigolò.
- Il grande poeta.
- Hai baciato Lilly.
- Una donna ardente.
- Un mondo schifoso.
- 410 chili.
- Declino e caduta.
- Hai letto Pirandello?
- Colpi a vuoto.
- Una madre speciale.
- Dolore di scarto.
- Bernadette non era così.
- Una bella sbronza.
- Una giornata lavorativa.
- L'uomo che amava gli ascensori.
- Una bella testa.
- Una mattina del cazzo.
- Fatto finito chiuso.
- Ti amo Albert.
- La spinta del cane bianco.
- Sbronza in interurbana.
- Come farsi pubblicare.
- Il ragno.
- La morte del padre I.
- La morte del padre II.
- Harry Ann Landers.
- Una birra al bar dell'angolo.
- L'intervista.
- Notte fredda.
- Un favore a Don.
- La mantide religiosa.
- Fragile.
- Corsa alla casa base.
- Imbrogliare Marie.